# Embeddable Linux Kernel Subset
ELKS (Embeddable Linux Kernel Subset), także Linux-8086 – minidystrybucja systemu operacyjnego Linux przeznaczona dla systemów wbudowanych i starszych modeli komputerów z rodziny x86. Faktycznie ELKS stanowi podzbiór systemu Linux – oferuje więc znacznie ograniczoną liczbę funkcji, lecz pozostaje zgodnym z UNIX/Linux. W odróżnieniu od Linuksa, który jest przeznaczony na procesory od serii 80386 wzwyż, ELKS działa również na procesorach 16-bitowych nie wspieranych przez Linux. System nadaje się do zastosowania na małych komputerach z ograniczoną mocą obliczeniową i pamięcią. ELKS jest otwartym oprogramowaniem (open source) dostępnym pod licencją GPL.
Dzięki możliwości zintegrowania Nano-X Window System można uruchomić ELKS z graficznym interfejsem użytkownika.
Po dłuższej przerwie projekt został reaktywowany w roku 2006 i system ELKS obecnie działa na komputerach zgodnych z x86 oraz na palmtopach firmy Psion. ELKS został użyty jako baza dla systemu czasu rzeczywistego FlightLinux przeznaczonego dla wahadłowców kosmicznych i satelitów NASA.

## Historia
Najważniejsze wydarzenia:
- 1995 – pierwsza wersja o pierwotnej nazwie Linux-8086 zainicjowana przez Alana Coxa i Chada Page’a
- 1996 – zmiana nazwy na ELKS
- 1999 – ELKS wersja 0.0.77 – pierwsza wersja z interfejsem graficznym
- maj 2006 – ELKS wersja 0.1.3 – nowa wersja po długiej przerwie w rozbudowie projektu